# 卡塞雷斯德佩魯區

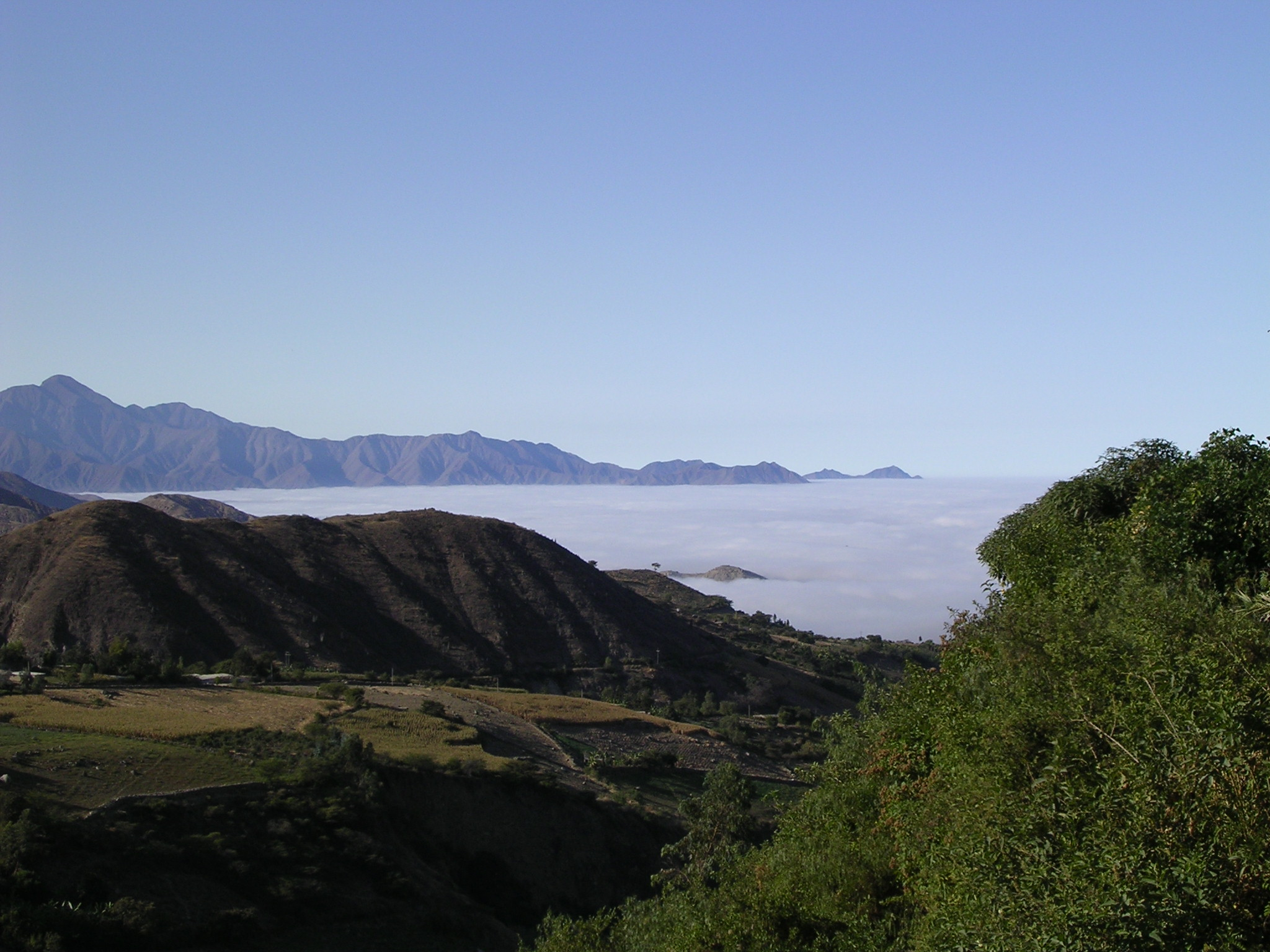

卡塞雷斯德佩魯區（西班牙語：Distrito de Cáceres del Perú），是秘魯的一個區，位於該國北部安卡什大區的桑塔省，始建於1886年10月13日，面積549.78平方公里，海拔高度1,203米，2005年人口4,994，人口密度每平方公里9.1人。